# Papillon -ボヘミアン・ラプソディ-
『Papillon（パピヨン） -ボヘミアン・ラプソディ-』は、日本の演歌歌手氷川きよしの、初めてのポップスアルバムである。2020年6月9日発売。発売元は日本コロムビア。

## 概要
Aタイプは初回完全限定のスペシャル盤で、紙ジャケット仕様、CD+DVD。Bタイプは通常盤CD。いずれも、豪華歌詩ブックレット付。AタイプとBタイプでは異なる絵柄のステッカーが封入。

## 収録曲
1. Papillon（パピヨン）
作詞・作曲：塩野雅／編曲：NaO
2. 不思議の国
作詞・作曲：塩野雅／編曲：NaO
3. キニシナイ
作詞：柳田しゆ／作曲・編曲：梅堀淳
4. 確信
作詞・作曲：塩野雅／編曲：NaO
5. 限界突破×サバイバー
作詞：森雪之丞／作曲：岩崎貴文／編曲：籠島裕昌
6. 青い鳥
作詞：朝倉翔／作曲：永井龍雲／編曲：野中“まさ”雄一
7. Love Song
作詞・作曲：JUTA／編曲：山口俊樹
8. This is Love
作詞・作曲：Chalaza／編曲：野中“まさ”雄一
9. 碧し
作詞・作曲：GReeeeN／編曲：GReeeeN、高田翼（Diosta inc）
10. おもひぞら
作詞・作曲：水野良樹／編曲：鈴木豪
11. Never give up
作詞：kii／作曲・編曲：上田正樹
12. Going my way
作詞・作曲・編曲：笹本安詞
13. 笑っていこうぜ！
作詞・作曲・編曲：岩崎貴文
14. ボヘミアン・ラプソディ
作詞・作曲：フレディ・マーキュリー／訳詩：湯川れい子／編曲：佐藤準
クイーンのカバー

## 特典 MV
1. Papillon
2. 不思議の国
3. キニシナイ directed by HK
4. おもひぞら directed by HK
5. 確信 directed by HK
「directed by HK」は氷川本人のディレクション[1]